# 结婚十年 (电视剧)
《结婚十年》是中国在2003年首映的一部20集电视连续剧，记述一对普通人的婚姻生活。该剧虽被称为苏青在1940年代的小说《结婚十年》的现代版，但并非根据该小说改编的。该电视剧集在中国大陆播出时创造了很高的收视率。

## 演职员表
- 导演：高希希
- 编剧：许波
- 制片人：马进、刘毛毛
- 主演：徐帆、陈建斌
- 演员：牛莉、肖雄、吴京安、牛星丽、温玉娟、杨树泉、史可、白志迪、周晓斌、洪剑涛、李欣玲

## 其他
该剧片头曲是“一生约定”，片尾曲是“爱很简单”。